# Alberto Toscano
Alberto Toscano, född 1 januari 1977 i Moskva, är en italiensk kulturkritiker, filosof, sociolog och översättare. Han har översatt ett flertal verk av Alain Badiou, inklusive The Century och Logics of Worlds. Han har varit verksam som både redaktör och översättare av Badious teoretiska skrifter och On Beckett.

## Verk
Toscanos verk handlar bland annat om i hur stor utsträckning idén om kommunism fortlever i samtida tänkande. Toscano är författare till The Theatre of Production (2006) och Fanaticism: The Uses of an Idea (2010). Toscano har vidare publicerat artiklar om samtida filosofi, politik och samhällsteori. I en artikel om Tarnac Nine-fallet, skriven för The Guardian i december 2009, menade Toscano att samhället håller på att förlora sin förmåga att skilja mellan vandalism och terrorism.